# Фарамир Тук
Фарамир Тук е първороден син на тан Перегрин Първи от Задругата на пръстена и съпругата му Даймънд. Наследява баща си като тан Фарамир Първи. Кръстен на фарамир, принц на Итилиен.